# Sieńkowszczyzna (rejon oszmiański)
Sieńkowszczyzna (biał. Сенкаўшчына; ros. Сенковщина) − wieś na Białorusi, w obwodzie grodzieńskim, w rejonie oszmiańskim, w sielsowiecie Kolczuny.

## Historia
W czasach zaborów okolica w gminie Graużyszki, w powiecie oszmiańskim, w guberni wileńskiej Imperium Rosyjskiego. W 1905 roku wieś liczyła 68 mieszkańców.
W latach 1921–1945 okolica leżała w Polsce, w województwie wileńskim, w powiecie oszmiańskim, w gminie Graużyszki.
W 1931 w 12 domach zamieszkiwało 78 osób.
Wierni należeli do parafii rzymskokatolickiej w Graużyszkach. Miejscowość podlegała pod Sąd Grodzki w Holszanach i Okręgowy w Wilnie; właściwy urząd pocztowy mieścił się w Graużyszkach.